# Enunț (lingvistică)
Termenul enunț se referă la o secvență a vorbirii despre care nu s-au formulat ipoteze în termeni de lingvistică teoretică, în opoziție cu noțiunea de propoziție, care este definită în teoriile gramaticale. Conform uneia din definițiile sale curente, enunțul este o serie de sunete sau semne grafice pe care o produce un utilizator al limbii într-o anumită situație de comunicare, între două pauze. Unii califică aceste pauze drept „durabile” și adaugă la aceste limite schimbarea de vorbitor.
Termenul „enunț” este legat de termenul „enunțare”, ce denumește actul individual de producere a enunțului. Pentru inițiatorii acestor noțiuni (Roman Jakobson, Émile Benveniste, John Langshaw Austin, John Rogers Searle) este necesară distingerea elementelor enunțurilor care pot fi considerate urme ale enunțării ce le-au produs, apoi descrierea funcționării, organizării, interacțiunii lor. Asemenea elemente sunt numeroase unități care aparțin limbii, dar dobândesc sens numai cu ocazia unui anume act de enunțare. Astfel sunt cuvinte precum eu, aici, acum, care se articulează în jurul locului și momentului enunțării. Astfel, enunțarea se constituie dintr-un ansamblu de factori și acte care provoacă producerea unui enunț.
Ca extindere, un enunț poate fi foarte scurt (un singur cuvânt propoziție), dar și foarte lung (de exemplu un discurs sau o predică).
Din diverse puncte de vedere se pot distinge mai multe feluri de enunț:
- din punctul de vedere al corectitudinii: gramatical sau agramatical, semantic sau asemantic;
- din punctul de vedere al tipului de discurs: literar, polemic, didactic etc.;
- din punctul de vedere al tipului de comunicare: vorbit sau scris;
- din punctul de vedere al limbii în care sunt produse: francez, latinesc etc.

## Enunț și propoziție/frază
Limba ca sistem de semne are două niveluri. Propoziția și fraza sunt entități gramaticale, la fel ca sintagma și, dintr-un punct de vedere, cuvântul (care este și entitate lexicală), și aparțin nivelului de inventar de semne al limbii, la care există raport între semnificant și semnificat. Acest raport este independent de situația în care se folosește semnul lingvistic și intenția cu care se folosește. Dimpotrivă, enunțul este interpretabil numai într-o anumită situație de comunicare și într-un anumit context, adică la nivelul folosirii semnului, la care se ia în seamă raportul dintre semn și intenția semnificării. Această distincție derivă din cea făcută de Ferdinand de Saussure între limbă și vorbire, în concepția căruia limba este un sistem de semne creat printr-un fel de contract social, pentru a putea fi folosită de o întreagă comunitate, dar este o abstracțiune, concretă fiind numai vorbirea, adică folosirea individuală a limbii. În această idee, propoziția și fraza aparțin limbii, iar enunțul – vorbirii.
Propoziția și fraza sunt totodată și enunțuri sau părți ale unei unități sintactice mai mari (text). Pot fi analizate gramatical și dacă apar izolate, dar în calitate de enunțuri pot fi studiate numai în cadrul discursului/textului, în contextul și în situația de comunicare a acestuia, ceea ce este de domeniul pragmaticii și al lingvisticii discursului/textului.
Enunțul este unitatea de bază a discursului/textului, o verigă a sa, în măsura în care creează un sistem împreună cu celelalte enunțuri. În acesta nu importă dacă propoziția/fraza este gramatical incompletă, eventual chiar eronată, deoarece sensul său este oricum făcut univoc de către discurs ca ansamblu, lucru la care, în formă orală, contribuie și elementele prozodice, și eventuale elemente extralingvistice. În termeni sintactici, într-un discurs/text constituie câte un enunț orice propoziție independentă, fiecare propoziție dintr-o frază cu propoziții coordonate și fiecare frază cu propoziții subordonate.
Unitatea discursului/textului este asigurată de diverse elemente și procedee lingvistice cuprinse în cel puțin unele enunțuri: pronume, articole, adverbe, conjuncții, sinonime, afixe, structuri de temă-remă, conectori etc. Toate acestea leagă  între ele propozițiile și frazele, părțile de discurs/text mai mari decât acestea, precum și conținutul discursului/textului cu situația de comunicare și contextul.